# پولوسکو
پولوسکو (به چکی: Polevsko) یک منطقهٔ مسکونی در جمهوری چک است که در ناحیه تشسکا لیپا واقع شده‌است.